# Zitha subochracea
Zitha subochracea is een vlinder uit de familie snuitmotten (Pyralidae). De wetenschappelijke naam van deze soort is voor het eerst geldig gepubliceerd in 1897 door Warren.
De soort komt voor in tropisch Afrika.